# Слив-Лиг
Слив-Лиг (англ. Slieve League, ирл. Sliabh Liag) — одни из самых высоких в Ирландии морских клифов, расположенные у залива Донегол. Возвышаясь на 598 метров над уровнем моря, являются одними из самых высоких клифов в Европе. Здесь же расположен ряд археологических памятников.
Во время Второй мировой войны (в которой Ирландия сохраняла нейтралитет, но имела договор с союзниками) над Слив Лиг пролегал воздушный коридор для пролёта самолётов союзников к Атлантике. На земле для обозначения территории было выложено слово Éire.

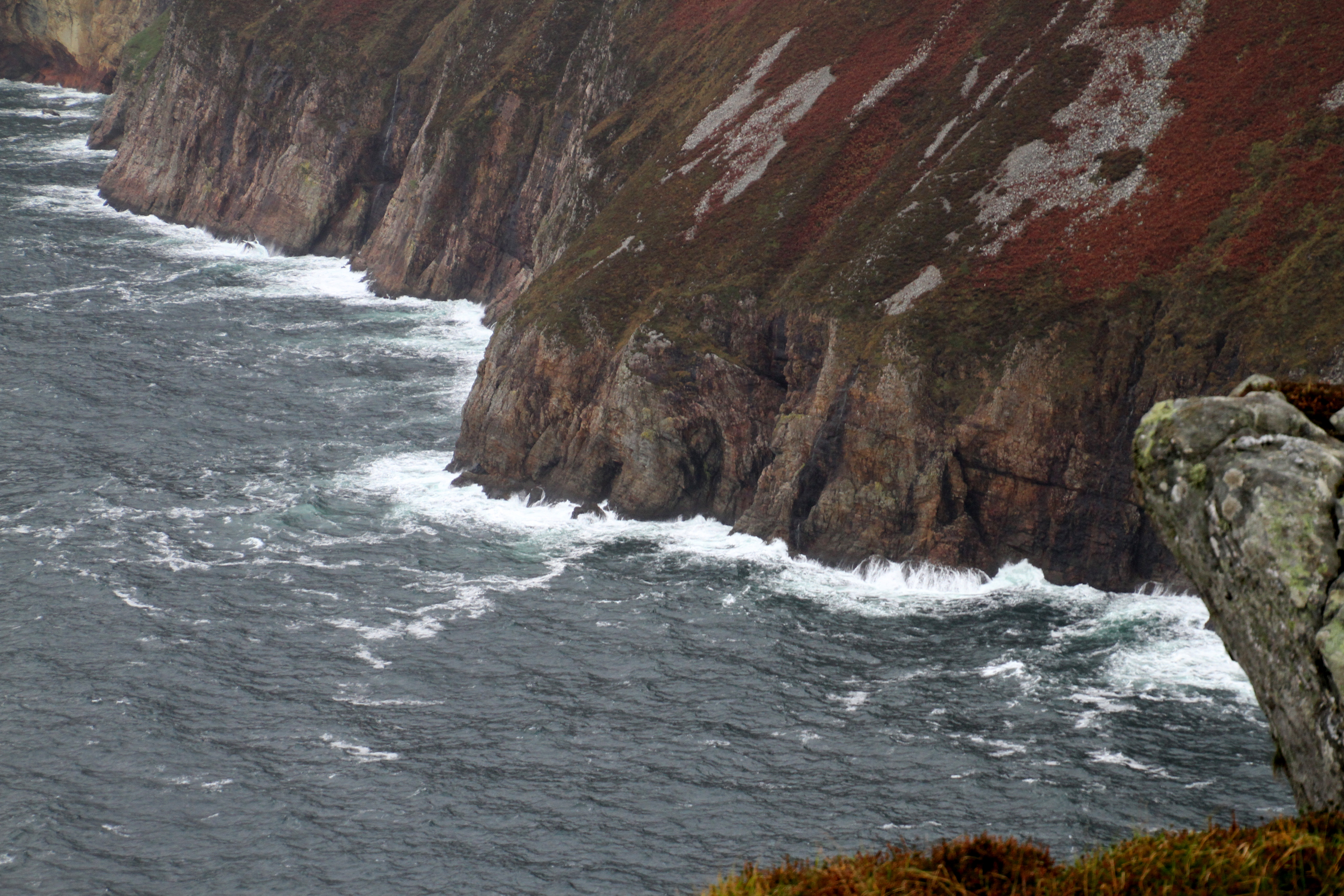
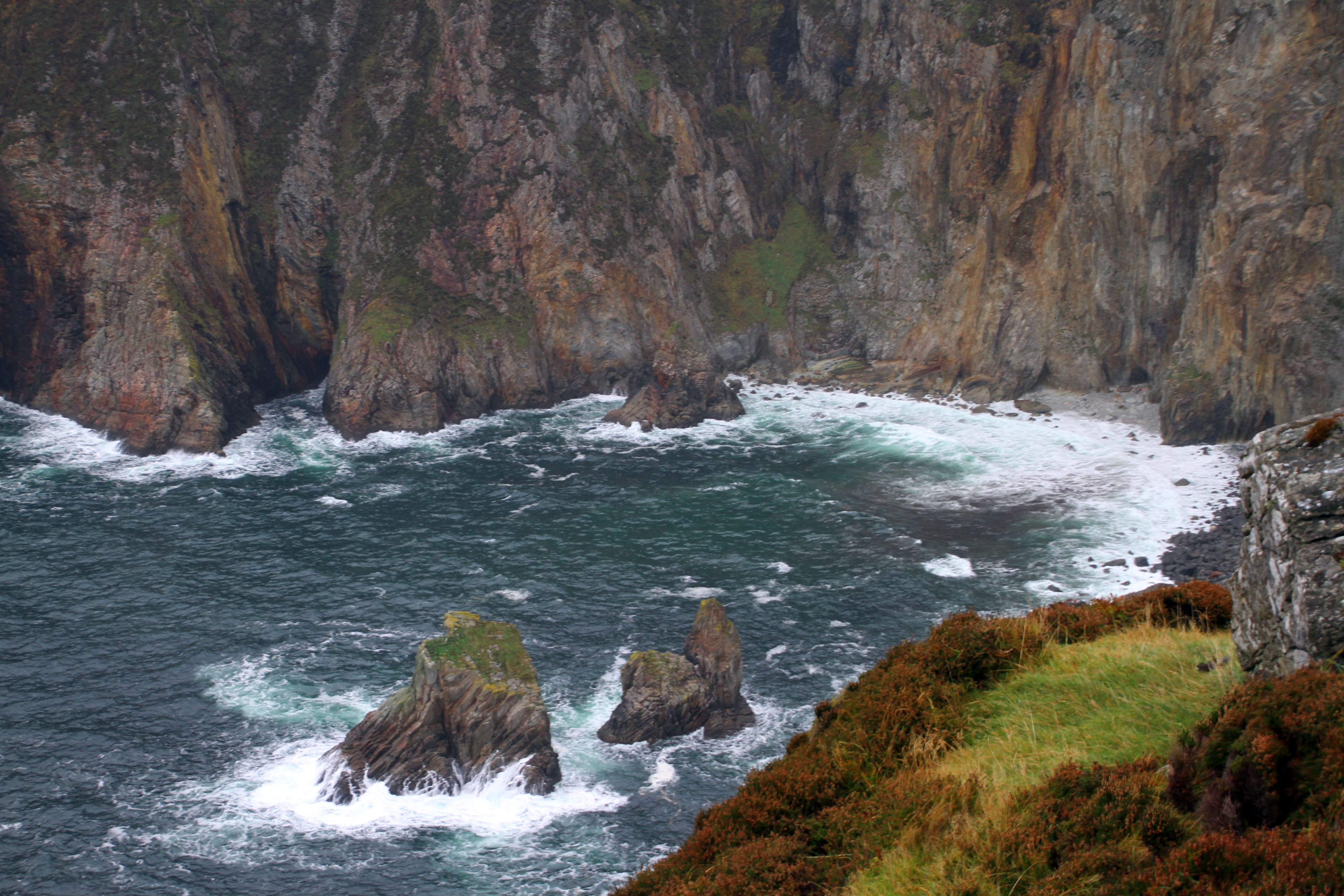
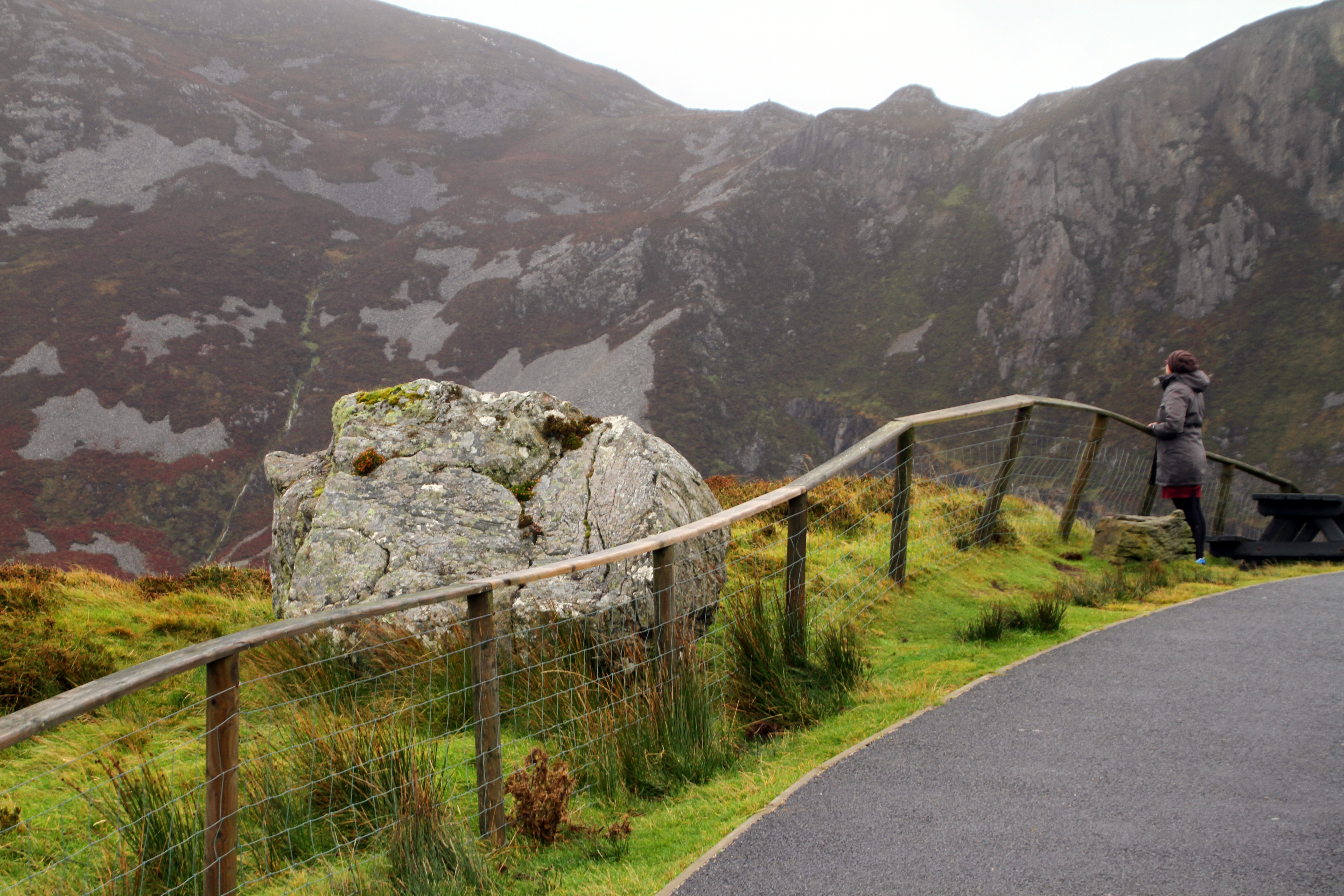
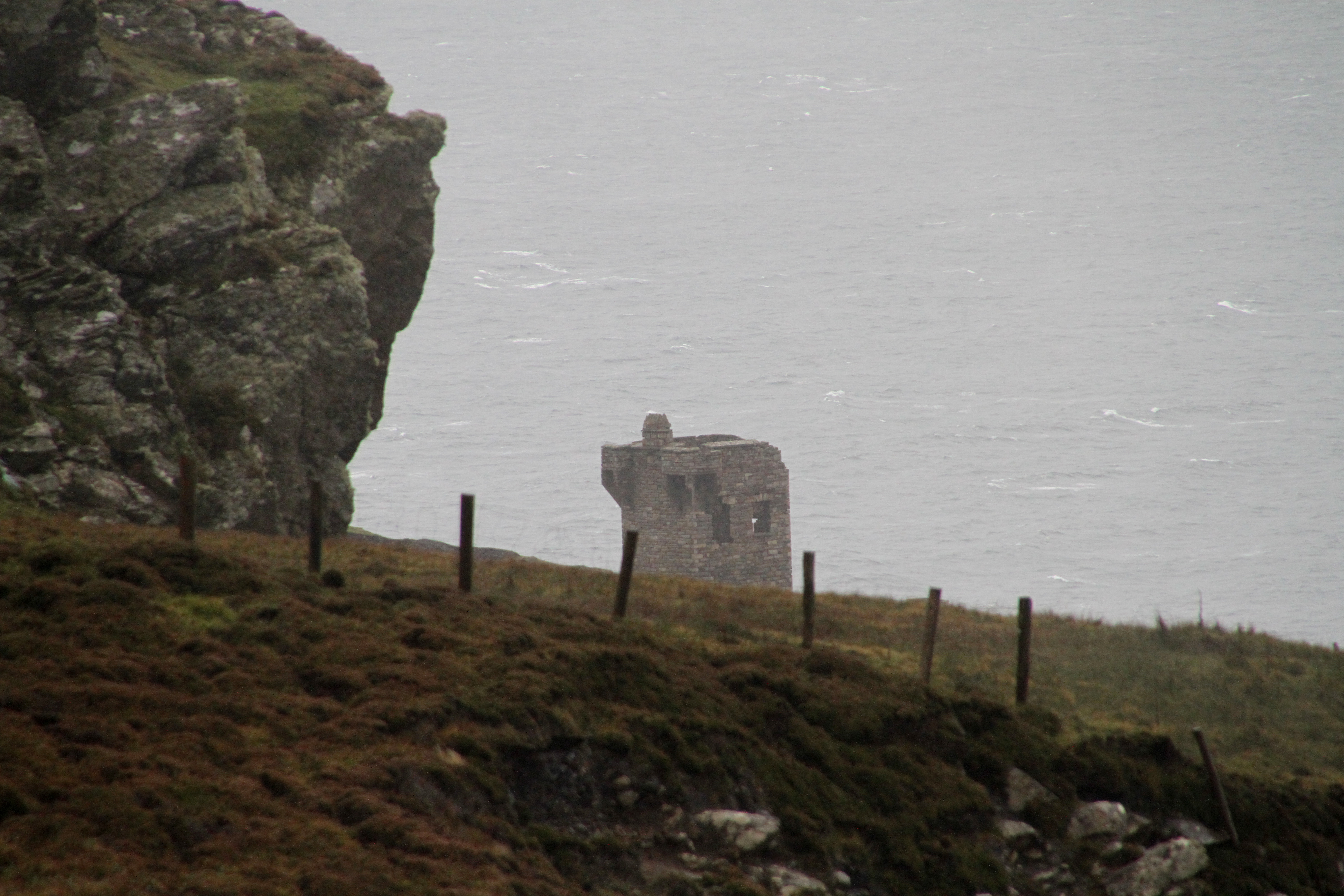
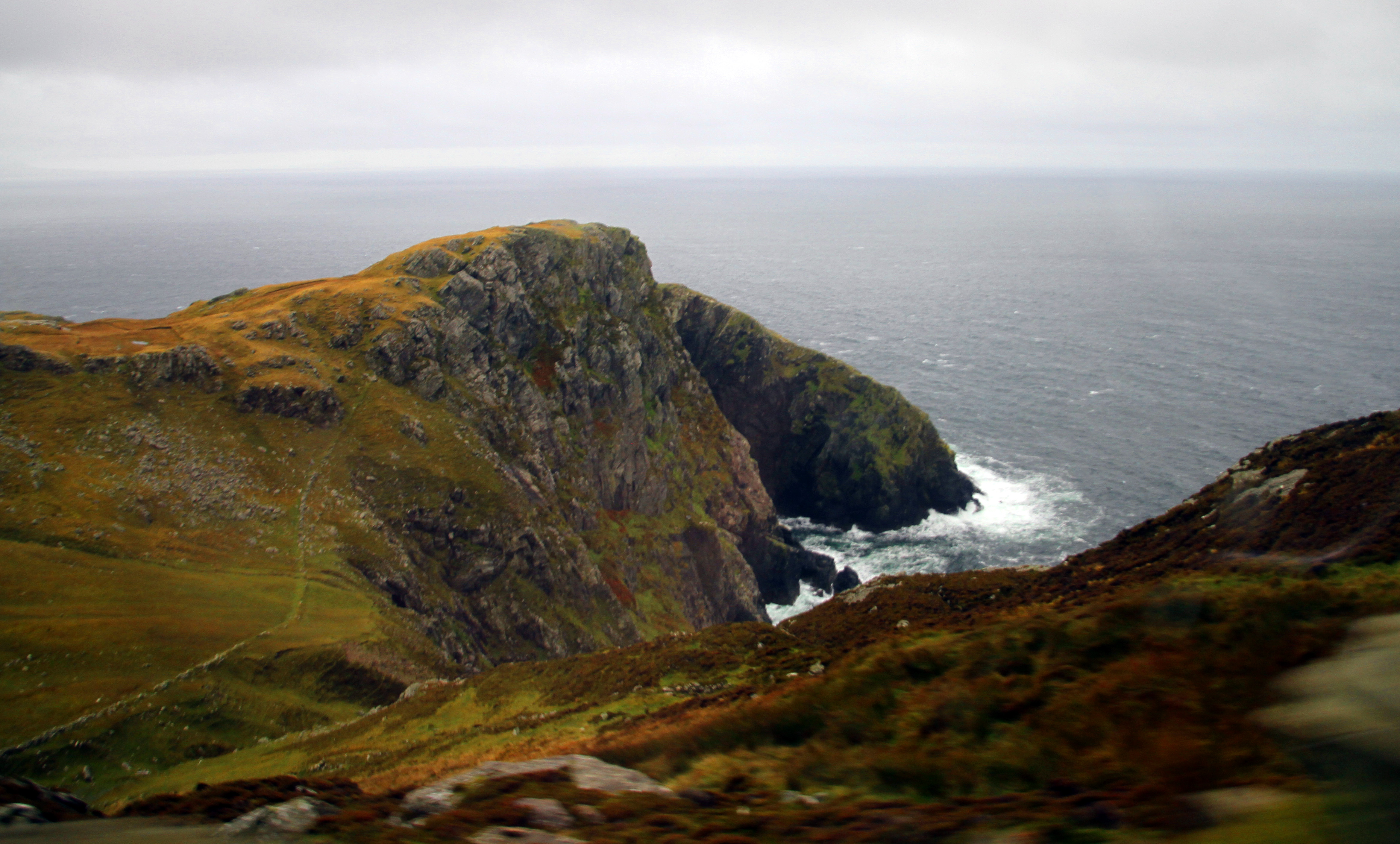